# Tom Jones/Diskografie
Diese Diskografie ist eine Übersicht über die musikalischen Werke des walisischen Popsängers Tom Jones. Den Quellenangaben und Schallplattenauszeichnungen zufolge hat er bisher mehr als 17,2 Millionen Tonträger verkauft, davon alleine in seiner Heimat über 5,1 Millionen. Seine erfolgreichste Veröffentlichung ist das Album Reload mit über 2,9 Millionen verkauften Einheiten.

## Alben

### Studioalben
| Jahr | Titel Musiklabel                                                       | Höchstplatzierung, Gesamtwochen, AuszeichnungChartplatzierungen (Jahr, Titel, Musiklabel, Platzierungen, Wochen, Auszeichnungen, Anmerkungen) | Höchstplatzierung, Gesamtwochen, AuszeichnungChartplatzierungen (Jahr, Titel, Musiklabel, Platzierungen, Wochen, Auszeichnungen, Anmerkungen) | Höchstplatzierung, Gesamtwochen, AuszeichnungChartplatzierungen (Jahr, Titel, Musiklabel, Platzierungen, Wochen, Auszeichnungen, Anmerkungen) | Höchstplatzierung, Gesamtwochen, AuszeichnungChartplatzierungen (Jahr, Titel, Musiklabel, Platzierungen, Wochen, Auszeichnungen, Anmerkungen) | Höchstplatzierung, Gesamtwochen, AuszeichnungChartplatzierungen (Jahr, Titel, Musiklabel, Platzierungen, Wochen, Auszeichnungen, Anmerkungen) | Anmerkungen |
| Jahr | Titel Musiklabel                                                       | DE | AT | CH | UK | US | Anmerkungen |
| ---- | ---------------------------------------------------------------------- | --- | --- | --- | --- | --- | --- |
| 1965 | Along Came Jones auch bekannt als: It’s Not Unusual (US) Decca Records | — | — | — | UK11 Gold · (5 Wo.)UK | US54 (42 Wo.)US | Erstveröffentlichung: 21. Mai 1965 US-Version enthält 11 der 16 Titel des UK-Albums plus einen zusätzlichen Titel |
| 1965 | What’s New, Pussycat? Parrot Records                                   | — | — | — | — | US114 (5 Wo.)US | Erstveröffentlichung: September 1965                                                                              |
| 1966 | A-tom-ic Jones Decca Records                                           | — | — | — | UK23 (8 Wo.)UK | — | Erstveröffentlichung: 14. Januar 1966                                                                             |
| 1966 | From the Heart Decca Records                                           | — | — | — | UK23 (8 Wo.)UK | — | Erstveröffentlichung: September 1966                                                                              |
| 1967 | Green, Green Grass of Home Decca Records                               | DE35 (2 Wo.)DE | — | — | UK3 Silber · (49 Wo.)UK | US65 Gold · (45 Wo.)US | Erstveröffentlichung: 3. März 1967                                                                                |
| 1967 | 13 Smash Hits Decca Records                                            | DE6 (8 Wo.)DE | — | — | UK5 (49 Wo.)UK | — | Erstveröffentlichung: Dezember 1967                                                                               |
| 1967 | Funny Familiar Forgotten Feelings Parrot Records                       | — | — | — | — | — | Erstveröffentlichung: 1967                                                                                        |
| 1968 | Delilah Decca Records                                                  | DE2 (7 Wo.)DE | — | — | UK1 (29 Wo.)UK | — | Erstveröffentlichung: 12. Juli 1968                                                                               |
| 1968 | The Tom Jones Fever Zone Parrot Records                                | — | — | — | — | US14 Gold · (82 Wo.)US | Erstveröffentlichung: 1968                                                                                        |
| 1968 | Help Yourself Decca Records                                            | DE7 (5 Wo.)DE | — | — | UK4 (9 Wo.)UK | US5 Gold · (54 Wo.)US | Erstveröffentlichung: November 1968                                                                               |
| 1969 | This Is Tom Jones Decca Records                                        | DE9 (4 Wo.)DE | — | — | UK2 (20 Wo.)UK | US4 Gold · (43 Wo.)US | Erstveröffentlichung: Juni 1969                                                                                   |
| 1970 | Tom Decca Records                                                      | — | — | — | UK4 (18 Wo.)UK | US6 Gold · (26 Wo.)US | Erstveröffentlichung: April 1970                                                                                  |
| 1970 | I Who Have Nothing Decca Records                                       | — | — | — | UK10 (10 Wo.)UK | US23 Gold · (40 Wo.)US | Erstveröffentlichung: November 1970                                                                               |
| 1971 | She’s a Lady Decca Records                                             | DE34 (2 Wo.)DE | — | — | UK9 (7 Wo.)UK | US17 Gold · (20 Wo.)US | Erstveröffentlichung: Mai 1971                                                                                    |
| 1972 | Close Up Decca Records                                                 | — | — | — | UK17 (4 Wo.)UK | US64 (20 Wo.)US | Erstveröffentlichung: Juni 1972                                                                                   |
| 1973 | The Body and Soul of Tom Jones Decca Records                           | — | — | — | UK31 (1 Wo.)UK | US93 (10 Wo.)US | Erstveröffentlichung: Juni 1973                                                                                   |
| 1974 | Somethin’ ’Bout You Baby I Like Decca Records                          | — | — | — | — | — | Erstveröffentlichung: 1974                                                                                        |
| 1975 | Memories Don’t Leave Like People Do Decca Records                      | — | — | — | — | — | Erstveröffentlichung: 1975                                                                                        |
| 1977 | Say You’ll Stay Until Tomorrow Epic Records (CBS)                      | — | — | — | — | US76 (16 Wo.)US | Erstveröffentlichung: Februar 1977                                                                                |
| 1977 | What a Night Epic Records (CBS)                                        | — | — | — | — | — | Erstveröffentlichung: 1977                                                                                        |
| 1979 | Rescue Me Columbia Records (EMI)                                       | — | — | — | — | — | Erstveröffentlichung: 1979                                                                                        |
| 1979 | Do You Take This Man Columbia Records (EMI)                            | — | — | — | — | — | Erstveröffentlichung: 1979                                                                                        |
| 1981 | Darlin’ Mercury Records (Polygram)                                     | — | — | — | — | US179 (3 Wo.)US | Erstveröffentlichung: 1981                                                                                        |
| 1982 | Country Mercury Records (Polygram)                                     | — | — | — | — | — | Erstveröffentlichung: 1982                                                                                        |
| 1983 | Don’t Let Our Dreams Die Young Mercury Records (Polygram)              | — | — | — | — | — | Erstveröffentlichung: 1983                                                                                        |
| 1984 | Love Is On The Radio Mercury Records (Polygram)                        | — | — | — | — | — | Erstveröffentlichung: 1984                                                                                        |
| 1985 | Tender Loving Care Mercury Records (Polygram)                          | — | — | — | — | — | Erstveröffentlichung: 1985                                                                                        |
| 1989 | At This Moment Jive Records (Zomba)                                    | — | — | — | UK34 (3 Wo.)UK | — | Erstveröffentlichung: 1989                                                                                        |
| 1989 | After Dark Stylus Music                                                | — | — | — | UK46 (4 Wo.)UK | — | Erstveröffentlichung: 1989                                                                                        |
| 1991 | Carrying a Torch Chrysalis Records (EMI)                               | — | — | — | UK44 (4 Wo.)UK | — | Erstveröffentlichung: März 1991                                                                                   |
| 1994 | The Lead and How to Swing It Interscope Records (WMG)                  | DE81 (5 Wo.)DE | AT35 (3 Wo.)AT | — | UK55 (2 Wo.)UK | — | Erstveröffentlichung: 14. November 1994                                                                           |
| 1999 | Reload Gut Records (V2)                                                | DE3 Platin · (47 Wo.)DE | AT3 Platin · (38 Wo.)AT | CH5 Platin · (39 Wo.)CH | UK1 ×5Fünffachplatin · (69 Wo.)UK | — | Erstveröffentlichung: 9. September 1999                                                                           |
| 2002 | Mr. Jones Seconds Out Productions (V2)                                 | DE78 (1 Wo.)DE | AT58 (3 Wo.)AT | CH62 (6 Wo.)CH | UK36 (3 Wo.)UK | — | Erstveröffentlichung: 2. November 2002                                                                            |
| 2004 | Tom Jones & Jools Holland Radar (WMG)                                  | — | — | — | UK5 Gold · (15 Wo.)UK | — | Erstveröffentlichung: 27. September 2004 mit Jools Holland                                                        |
| 2008 | 24 Hours S-Curve Records (EMI)                                         | DE70 (3 Wo.)DE | AT61 (2 Wo.)AT | CH94 (1 Wo.)CH | UK32 Gold · (7 Wo.)UK | US105 (3 Wo.)US | Erstveröffentlichung: 17. September 2008                                                                          |
| 2010 | Praise & Blame Seconds Out Productions (UMG)                           | DE37 (7 Wo.)DE | AT9 (8 Wo.)AT | CH51 (4 Wo.)CH | UK2 Gold · (15 Wo.)UK | US79 (3 Wo.)US | Erstveröffentlichung: 23. Juli 2010                                                                               |
| 2012 | Spirit in the Room Seconds Out Productions (UMG)                       | DE95 (1 Wo.)DE | AT60 (3 Wo.)AT | — | UK8 (5 Wo.)UK | — | Erstveröffentlichung: 18. Mai 2012                                                                                |
| 2015 | Long Lost Suitcase Seconds Out Productions (UMG)                       | — | — | — | UK17 (4 Wo.)UK | — | Erstveröffentlichung: 9. Oktober 2015                                                                             |
| 2021 | Surrounded by Time EMI Records (UMG)                                   | DE24 (2 Wo.)DE | AT13 (2 Wo.)AT | CH14 (3 Wo.)CH | UK1 (5 Wo.)UK | — | Erstveröffentlichung: 23. April 2021                                                                              |

grau schraffiert: keine Chartdaten aus diesem Jahr verfügbar

### Livealben
| Jahr | Titel                                                               | Höchstplatzierung, Gesamtwochen, AuszeichnungChartplatzierungen (Jahr, Titel, Platzierungen, Wochen, Auszeichnungen, Anmerkungen) | Höchstplatzierung, Gesamtwochen, AuszeichnungChartplatzierungen (Jahr, Titel, Platzierungen, Wochen, Auszeichnungen, Anmerkungen) | Höchstplatzierung, Gesamtwochen, AuszeichnungChartplatzierungen (Jahr, Titel, Platzierungen, Wochen, Auszeichnungen, Anmerkungen) | Höchstplatzierung, Gesamtwochen, AuszeichnungChartplatzierungen (Jahr, Titel, Platzierungen, Wochen, Auszeichnungen, Anmerkungen) | Höchstplatzierung, Gesamtwochen, AuszeichnungChartplatzierungen (Jahr, Titel, Platzierungen, Wochen, Auszeichnungen, Anmerkungen) | Anmerkungen                         |
| Jahr | Titel                                                               | DE | AT | CH | UK | US | Anmerkungen                         |
| ---- | ------------------------------------------------------------------- | --- | --- | --- | --- | --- | ----------------------------------- |
| 1967 | Live at the Talk of the Town auch bekannt als: Tom Jones Live! (US) | — | — | — | UK6 (91 Wo.)UK | US13 Gold · (58 Wo.)US | Erstveröffentlichung: Juni 1967     |
| 1969 | Tom Jones Live in Las Vegas                                         | DE23 (3 Wo.)DE | — | — | UK2 (45 Wo.)UK | US3 Gold · (51 Wo.)US | Erstveröffentlichung: November 1969 |
| 1971 | Live at Caesars Palace                                              | — | — | — | UK27 (5 Wo.)UK | US43 Gold · (14 Wo.)US | Erstveröffentlichung: November 1971 |

grau schraffiert: keine Chartdaten aus diesem Jahr verfügbar

### Kompilationen
| Jahr | Titel                        | Höchstplatzierung, Gesamtwochen, AuszeichnungChartplatzierungen (Jahr, Titel, Platzierungen, Wochen, Auszeichnungen, Anmerkungen) | Höchstplatzierung, Gesamtwochen, AuszeichnungChartplatzierungen (Jahr, Titel, Platzierungen, Wochen, Auszeichnungen, Anmerkungen) | Höchstplatzierung, Gesamtwochen, AuszeichnungChartplatzierungen (Jahr, Titel, Platzierungen, Wochen, Auszeichnungen, Anmerkungen) | Höchstplatzierung, Gesamtwochen, AuszeichnungChartplatzierungen (Jahr, Titel, Platzierungen, Wochen, Auszeichnungen, Anmerkungen) | Höchstplatzierung, Gesamtwochen, AuszeichnungChartplatzierungen (Jahr, Titel, Platzierungen, Wochen, Auszeichnungen, Anmerkungen) | Anmerkungen                            |
| Jahr | Titel                        | DE | AT | CH | UK | US | Anmerkungen                            |
| ---- | ---------------------------- | --- | --- | --- | --- | --- | -------------------------------------- |
| 1973 | Tom Jones’ Greatest Hits     | — | — | — | UK15 (13 Wo.)UK | US185 (4 Wo.)US | Erstveröffentlichung: 1973             |
| 1975 | 20 Greatest Hits             | — | — | — | UK1 Gold · (21 Wo.)UK | — | Erstveröffentlichung: 1975             |
| 1977 | Tom Jones Greatest Hits      | — | — | — | — | US191 (3 Wo.)US | Erstveröffentlichung: 1977             |
| 1978 | Seine 20 größten Erfolge!    | DE12 (7 Wo.)DE | — | — | — | — | Erstveröffentlichung: 1978             |
| 1978 | I’m Coming Home              | — | — | — | UK12 Gold · (9 Wo.)UK | — | Erstveröffentlichung: 1978             |
| 1987 | The Greatest Hits            | — | — | — | UK16 Silber · (12 Wo.)UK | — | Erstveröffentlichung: 1987             |
| 1992 | The Complete Tom Jones       | — | — | — | UK8 Gold · (7 Wo.)UK | — | Erstveröffentlichung: 1992             |
| 1998 | The Ultimate Hits Collection | — | — | — | UK26 Gold · (11 Wo.)UK | — | Erstveröffentlichung: 1998             |
| 2000 | Best of the Tiger            | DE53 (5 Wo.)DE | AT50 (1 Wo.)AT | CH49 (5 Wo.)CH | UK— GoldUK | — | Erstveröffentlichung: 22. Mai 2000     |
| 2003 | Greatest Hits                | — | — | CH96 (3 Wo.)CH | UK2 Platin · (20 Wo.)UK | — | Erstveröffentlichung: 17. Februar 2003 |
| 2003 | Reloaded: Greatest Hits      | — | — | — | — | US127 (10 Wo.)US | Erstveröffentlichung: 2003             |
| 2010 | Greatest Hits – Rediscovered | — | — | — | UK49 Gold · (7 Wo.)UK | — | Erstveröffentlichung: 26 November 2010 |

grau schraffiert: keine Chartdaten aus diesem Jahr verfügbar

## Singles

### Als Leadmusiker
| Jahr | Titel Album                                                     | Höchstplatzierung, Gesamtwochen, AuszeichnungChartplatzierungen (Jahr, Titel, Album, Platzierungen, Wochen, Auszeichnungen, Anmerkungen) | Höchstplatzierung, Gesamtwochen, AuszeichnungChartplatzierungen (Jahr, Titel, Album, Platzierungen, Wochen, Auszeichnungen, Anmerkungen) | Höchstplatzierung, Gesamtwochen, AuszeichnungChartplatzierungen (Jahr, Titel, Album, Platzierungen, Wochen, Auszeichnungen, Anmerkungen) | Höchstplatzierung, Gesamtwochen, AuszeichnungChartplatzierungen (Jahr, Titel, Album, Platzierungen, Wochen, Auszeichnungen, Anmerkungen) | Höchstplatzierung, Gesamtwochen, AuszeichnungChartplatzierungen (Jahr, Titel, Album, Platzierungen, Wochen, Auszeichnungen, Anmerkungen) | Anmerkungen                                                                          | [↑]: gemeinsam behandelt mit vorhergehendem Eintrag; [←]: in beiden Charts platziert |
| Jahr | Titel Album                                                     | DE | AT | CH | UK | US | Anmerkungen                                                                          |                                                                                      |
| ---- | --------------------------------------------------------------- | --- | --- | --- | --- | --- | ------------------------------------------------------------------------------------ | ------------------------------------------------------------------------------------ |
| 1964 | Chills and Fever –                                              | — | — | — | — | — | Erstveröffentlichung: 28. August 1964                                                |                                                                                      |
| 1965 | It’s Not Unusual Along Came Jones                               | — | — | — | UK1 Gold · (14 Wo.)UK | US10 (12 Wo.)US | Erstveröffentlichung: 22. Januar 1965                                                |                                                                                      |
| 1965 | Once Upon a Time Along Came Jones                               | — | — | — | UK32 (4 Wo.)UK | — | Erstveröffentlichung: 2. April 1965                                                  |                                                                                      |
| 1965 | Little Lonely One –                                             | — | — | — | — | US42 (9 Wo.)US | Erstveröffentlichung: 19. Mai 1965                                                   |                                                                                      |
| 1965 | What’s New, Pussycat?                                           | — | — | — | UK11 (10 Wo.)UK | US3 (12 Wo.)US | Erstveröffentlichung: 9. August 1965                                                 |                                                                                      |
| 1965 | With These Hands What’s New, Pussycat?                          | — | — | — | UK13 (11 Wo.)UK | US27 (8 Wo.)US | Erstveröffentlichung: 2. Juli 1965                                                   |                                                                                      |
| 1965 | Thunderball –                                                   | — | AT10 (4 Wo.)AT | — | UK35 (4 Wo.)UK | US25 (9 Wo.)US | Erstveröffentlichung: 26. November 1965                                              |                                                                                      |
| 1966 | Not Responsible –                                               | — | — | — | UK18 (9 Wo.)UK | US58 (6 Wo.)US | Erstveröffentlichung: 13. Mai 1966                                                   |                                                                                      |
| 1966 | This and That A-tom-ic Jones                                    | — | — | — | UK44 (3 Wo.)UK | — | Erstveröffentlichung: 29. Juli 1966                                                  |                                                                                      |
| 1966 | Green, Green Grass of Home                                      | DE6 (10 Wo.)DE | AT2 (16 Wo.)AT | — | UK1 (22 Wo.)UK | US11 (12 Wo.)US | Erstveröffentlichung: 28. Oktober 1966                                               |                                                                                      |
| 1966 | Promise Her Anything –                                          | — | — | — | — | US74 (4 Wo.)US | Erstveröffentlichung: 28. Oktober 1966 B-Seite von Green, Green Grass of Home        |                                                                                      |
| 1967 | Detroit City Green, Green Grass of Home                         | DE35 (2 Wo.)DE | AT14 (8 Wo.)AT | — | UK8 (10 Wo.)UK | US27 (8 Wo.)US | Erstveröffentlichung: 10. Februar 1967                                               |                                                                                      |
| 1967 | Funny Familiar Forgotten Feelings Green, Green Grass of Home    | DE38 (1 Wo.)DE | — | — | UK7 (15 Wo.)UK | US49 (6 Wo.)US | Erstveröffentlichung: 7. April 1967                                                  |                                                                                      |
| 1967 | I’ll Never Fall in Love Again 13 Smash Hits                     | DE31 (2 Wo.)DE | AT19 (4 Wo.)AT | — | UK2 (25 Wo.)UK | US6 Gold · (23 Wo.)US | Erstveröffentlichung: 21. Juli 1967                                                  |                                                                                      |
| 1967 | Sixteen Tons Green, Green Grass of Home                         | — | — | — | — | US68 (4 Wo.)US | Erstveröffentlichung: 1967                                                           |                                                                                      |
| 1967 | I’m Coming Home                                                 | DE39 (2 Wo.)DE | AT16 (8 Wo.)AT | — | UK2 (16 Wo.)UK | US57 (5 Wo.)US | Erstveröffentlichung: 17. November 1967                                              |                                                                                      |
| 1968 | Delilah                                                         | DE1 Gold · (14 Wo.)DE | AT3 (3 Wo.)AT | CH1 (19 Wo.)CH | UK2 Silber · (17 Wo.)UK | US15 (15 Wo.)US | Erstveröffentlichung: 23. Februar 1968                                               |                                                                                      |
| 1968 | Help Yourself                                                   | DE1 Gold · (11 Wo.)DE | AT3 (24 Wo.)AT | CH3 (13 Wo.)CH | UK5 (26 Wo.)UK | US35 (8 Wo.)US | Erstveröffentlichung: 5. Juli 1968                                                   |                                                                                      |
| 1968 | A Minute of Your Time –                                         | DE9 (5 Wo.)DE | AT8 (8 Wo.)AT | CH9 (1 Wo.)CH | UK14 (15 Wo.)UK | US48 (10 Wo.)US | Erstveröffentlichung: 22. November 1968                                              |                                                                                      |
| 1969 | Love Me Tonight –                                               | DE11 (5 Wo.)DE | AT16 (4 Wo.)AT | — | UK9 (12 Wo.)UK | US13 (11 Wo.)US | Erstveröffentlichung: 9. Mai 1969                                                    |                                                                                      |
| 1969 | Without Love (There Is Nothing) Tom                             | — | AT29 (4 Wo.)AT | — | UK10 (12 Wo.)UK | US5 Gold · (11 Wo.)US | Erstveröffentlichung: 5. Dezember 1969                                               |                                                                                      |
| 1970 | Daughter of Darkness I Who Have Nothing                         | DE15 (5 Wo.)DE | AT15 (8 Wo.)AT | — | UK5 (15 Wo.)UK | US13 (9 Wo.)US | Erstveröffentlichung: 10. April 1970                                                 |                                                                                      |
| 1970 | I Who Have Nothing                                              | — | — | — | UK16 (11 Wo.)UK | US14 (8 Wo.)US | Erstveröffentlichung: 7. August 1970                                                 |                                                                                      |
| 1970 | Can’t Stop Loving You Tom                                       | — | — | — | — | US25 (8 Wo.)US | Erstveröffentlichung: 14. November 1970                                              |                                                                                      |
| 1971 | She’s a Lady                                                    | DE7 (17 Wo.)DE | AT12 (4 Wo.)AT | — | UK13 Silber · (10 Wo.)UK | US2 Gold · (14 Wo.)US | Erstveröffentlichung: 8. Januar 1971                                                 |                                                                                      |
| 1971 | Puppet Man She’s a Lady                                         | DE36 (5 Wo.)DE | — | — | UK49 (2 Wo.)UK | US26 (10 Wo.)US | Erstveröffentlichung: 14. Mai 1971                                                   |                                                                                      |
| 1971 | Resurrection Shuffle She’s a Lady                               | — | — | —[UK: ↑][US: ↑] | UK49 (2 Wo.)UK | US26 (10 Wo.)US | Erstveröffentlichung: 17. Juni 1971                                                  |                                                                                      |
| 1971 | Till –                                                          | DE40 (2 Wo.)DE | — | — | UK2 (15 Wo.)UK | US41 (7 Wo.)US | Erstveröffentlichung: 7. Oktober 1971                                                |                                                                                      |
| 1972 | The Young New Mexican Puppeteer Close Up                        | DE35 (3 Wo.)DE | — | — | UK6 (12 Wo.)UK | US80 (7 Wo.)US | Erstveröffentlichung: 17. März 1972                                                  |                                                                                      |
| 1973 | Letter to Lucille The Body and Soul of Tom Jones                | DE49 (1 Wo.)DE | — | — | UK31 (8 Wo.)UK | US60 (8 Wo.)US | Erstveröffentlichung: 30. März 1973                                                  |                                                                                      |
| 1973 | Today I Started Loving You Again The Body and Soul of Tom Jones | — | — | — | — | — | Erstveröffentlichung: 27. Juli 1973                                                  |                                                                                      |
| 1974 | Something ’Bout You Baby I Like –                               | — | — | — | UK36 (5 Wo.)UK | — | Erstveröffentlichung: 16. August 1974                                                |                                                                                      |
| 1977 | Say You’ll Stay Until Tomorrow                                  | — | — | — | UK40 (3 Wo.)UK | US15 (16 Wo.)US | Erstveröffentlichung: 29. November 1976                                              |                                                                                      |
| 1987 | A Boy from Nowhere Matador (Musical Soundtrack)                 | — | — | — | UK2 Silber · (14 Wo.)UK | — | Erstveröffentlichung: 27. August 1987                                                |                                                                                      |
| 1987 | It’s Not Unusual 1987 –                                         | — | — | — | UK17 (8 Wo.)UK | — | Erstveröffentlichung: 1987                                                           |                                                                                      |
| 1987 | I Was Born to Be Me Matador (Musical Soundtrack)                | — | — | — | UK61 (5 Wo.)UK | — | Erstveröffentlichung: 7. Dezember 1987                                               |                                                                                      |
| 1988 | Kiss At This Moment                                             | DE16 (18 Wo.)DE | AT4 (14 Wo.)AT | CH11 (10 Wo.)CH | UK5 (7 Wo.)UK | US31 (11 Wo.)US | Erstveröffentlichung: 28. Oktober 1988 The Art of Noise feat. Tom Jones              |                                                                                      |
| 1989 | Move Closer At This Moment                                      | — | — | — | UK49 (3 Wo.)UK | — | Erstveröffentlichung: 1989                                                           |                                                                                      |
| 1991 | Couldn’t Say Goodbye Carrying a Torch                           | — | — | — | UK51 (2 Wo.)UK | — | Erstveröffentlichung: 1991                                                           |                                                                                      |
| 1991 | Carrying a Torch                                                | — | — | — | UK57 (3 Wo.)UK | — | Erstveröffentlichung: 4. Mai 1991                                                    |                                                                                      |
| 1992 | Delilah 1992 The Complete Tom Jones                             | — | — | — | UK68 (2 Wo.)UK | — | Erstveröffentlichung: 1992                                                           |                                                                                      |
| 1993 | All You Need Is Love –                                          | — | — | — | UK19 (4 Wo.)UK | — | Erstveröffentlichung: 25. Januar 1993                                                |                                                                                      |
| 1994 | If I Only Knew The Lead and How to Swing It                     | DE82 (8 Wo.)DE | AT30 (1 Wo.)AT | — | UK11 (12 Wo.)UK | — | Erstveröffentlichung: 27. November 1994                                              |                                                                                      |
| 1994 | I Wanna Get Back with You The Lead and How to Swing It          | — | — | — | UK94 (1 Wo.)UK | — | Erstveröffentlichung: 1994 feat. Tori Amos                                           |                                                                                      |
| 1999 | Burning Down the House Reload                                   | DE27 (14 Wo.)DE | AT21 (7 Wo.)AT | CH31 (16 Wo.)CH | UK7 Silber · (7 Wo.)UK | — | Erstveröffentlichung: 13. September 1999 mit Cardigans                               |                                                                                      |
| 1999 | Sex Bomb Reload                                                 | DE3 Gold · (17 Wo.)DE | AT3 Gold · (14 Wo.)AT | CH1 Gold · (32 Wo.)CH | UK3 Silber · (10 Wo.)UK | — | Erstveröffentlichung: November 1999 mit Mousse T.                                    |                                                                                      |
| 1999 | Baby, It’s Cold Outside Reload                                  | — | — | — | UK17 Silber · (8 Wo.)UK | — | Erstveröffentlichung: 6. Dezember 1999 mit Cerys Matthews                            |                                                                                      |
| 2000 | Mama Told Me Not to Come Reload                                 | DE73 (8 Wo.)DE | — | CH51 (11 Wo.)CH | UK4 Silber · (8 Wo.)UK | — | Erstveröffentlichung: 6. März 2000 mit Stereophonics                                 |                                                                                      |
| 2000 | You Need Love Like I Do Reload                                  | DE100 (1 Wo.)DE | — | CH56 (8 Wo.)CH | UK24 (3 Wo.)UK | — | Erstveröffentlichung: 6. November 2000 mit Heather Small                             |                                                                                      |
| 2002 | Tom Jones International Mr. Jones                               | — | AT47 (6 Wo.)AT | CH30 (18 Wo.)CH | UK31 (2 Wo.)UK | — | Erstveröffentlichung: November 2002                                                  |                                                                                      |
| 2003 | Black Betty / I (Who Have Nothing) Mr. Jones                    | DE49 (6 Wo.)DE | — | CH14 (12 Wo.)CH | UK50 (2 Wo.)UK | — | Erstveröffentlichung: 2003                                                           |                                                                                      |
| 2004 | It’ll Be Me Tom Jones & Jools Holland                           | — | — | — | UK84 (1 Wo.)UK | — | Erstveröffentlichung: 2004 mit Jools Holland                                         |                                                                                      |
| 2004 | She’s a Lady –                                                  | — | — | CH96 (1 Wo.)CH | — | — | Erstveröffentlichung: 19. Juli 2004 Funkstar De Luxe vs. Tom Jones feat. DJ The Wave |                                                                                      |
| 2008 | If He Should Ever Leave You 24 Hours                            | — | — | — | — | — | Erstveröffentlichung: 2008                                                           |                                                                                      |
| 2009 | Give a Little Love 24 Hours                                     | — | — | — | — | — | Erstveröffentlichung: 12. Januar 2009                                                |                                                                                      |
| 2010 | Burning Hell / What Good Am I Praise & Blame                    | — | — | — | — | — | Erstveröffentlichung: 7. Juni 2010                                                   |                                                                                      |
| 2010 | Strange Things / Did Trouble Me Praise & Blame                  | — | — | — | — | — | Erstveröffentlichung: 19. Juli 2010                                                  |                                                                                      |
| 2012 | Evil/Jezebel –                                                  | — | — | — | — | — | Erstveröffentlichung: 12. März 2012 feat. Jack White                                 |                                                                                      |
| 2012 | Hit Or Miss Spirit In The Room                                  | — | — | — | — | — | Erstveröffentlichung: 7. Mai 2012                                                    |                                                                                      |
| 2015 | Take My Love (I Want To Give It) Long Lost Suitcase             | — | — | — | — | — | Erstveröffentlichung: 4. Dezember 2015                                               |                                                                                      |
| 2021 | Talking Reality Television Blues Surrounded By Time             | — | — | — | — | — | Erstveröffentlichung: 15. Januar 2021                                                |                                                                                      |
| 2021 | No Hole In My Head Surrounded By Time                           | — | — | — | — | — | Erstveröffentlichung: 29. Januar 2021                                                |                                                                                      |
| 2021 | One More Cup of Coffee Surrounded By Time                       | — | — | — | — | — | Erstveröffentlichung: 18. März 2021                                                  |                                                                                      |

grau schraffiert: keine Chartdaten aus diesem Jahr verfügbar

### Als Gastmusiker
| Jahr | Titel Album               | Höchstplatzierung, Gesamtwochen, AuszeichnungChartplatzierungen (Jahr, Titel, Album, Platzierungen, Wochen, Auszeichnungen, Anmerkungen) | Höchstplatzierung, Gesamtwochen, AuszeichnungChartplatzierungen (Jahr, Titel, Album, Platzierungen, Wochen, Auszeichnungen, Anmerkungen) | Höchstplatzierung, Gesamtwochen, AuszeichnungChartplatzierungen (Jahr, Titel, Album, Platzierungen, Wochen, Auszeichnungen, Anmerkungen) | Höchstplatzierung, Gesamtwochen, AuszeichnungChartplatzierungen (Jahr, Titel, Album, Platzierungen, Wochen, Auszeichnungen, Anmerkungen) | Höchstplatzierung, Gesamtwochen, AuszeichnungChartplatzierungen (Jahr, Titel, Album, Platzierungen, Wochen, Auszeichnungen, Anmerkungen) | Anmerkungen                                                                              |
| Jahr | Titel Album               | DE | AT | CH | UK | US | Anmerkungen                                                                              |
| ---- | ------------------------- | --- | --- | --- | --- | --- | ---------------------------------------------------------------------------------------- |
| 2002 | Pussycat Masquerade       | — | — | — | — | — | Erstveröffentlichung: 2002 Wyclef Jean feat. Tom Jones                                   |
| 2006 | Stoned in Love Somersault | — | — | — | UK7 Silber · (17 Wo.)UK | — | Erstveröffentlichung: 17. April 2006 Chicane feat. Tom Jones                             |
| 2009 | Islands in the Stream –   | — | — | — | UK1 (5 Wo.)UK | — | Erstveröffentlichung: März 2009 Vanessa Jenkins & Bryn West feat. Tom Jones & Robin Gibb |

## Promoveröffentlichungen
| Jahr | Titel Album                            | Anmerkungen                |
| ---- | -------------------------------------- | -------------------------- |
| 2010 | Run On / Didn’t It Rain Praise & Blame | Erstveröffentlichung: 2010 |
| 2010 | Lord Help / Run On Praise & Blame      | Erstveröffentlichung: 2012 |
| 2012 | Bad As Me Spirit In The Room           | Erstveröffentlichung: 2012 |
| 2012 | Tower of Song Spirit In The Room       | Erstveröffentlichung: 2012 |

## Sonderveröffentlichungen
| Jahr | Titel Album                                    | Anmerkungen                                                 |
| ---- | ---------------------------------------------- | ----------------------------------------------------------- |
| 2012 | I’ll Sail My Ship Alone The Golden Age of Song | Erstveröffentlichung: 2012 Jools Holland feat. Tom Jones    |
| 2012 | On My Own Different (Single, B-Seite)          | Erstveröffentlichung: 2012 Demoversion; mit Robbie Williams |

## Statistik

### Chartauswertung
|                     | DE     | AT    | CH    | UK     | US     |
| ------------------- | ------ | ----- | ----- | ------ | ------ |
| Nummer-eins-Alben   | DE—DE  | AT—AT | CH—CH | UK4UK  | US—US  |
| Top-10-Alben        | DE5DE  | AT2AT | CH1CH | UK18UK | US3US  |
| Alben in den Charts | DE16DE | AT8AT | CH7CH | UK36UK | US21US |

|                       | DE     | AT     | CH     | UK     | US     |
| --------------------- | ------ | ------ | ------ | ------ | ------ |
| Nummer-eins-Singles   | DE2DE  | AT—AT  | CH2CH  | UK3UK  | US—US  |
| Top-10-Singles        | DE6DE  | AT6AT  | CH4CH  | UK20UK | US5US  |
| Singles in den Charts | DE22DE | AT17AT | CH11CH | UK47UK | US28US |

### Auszeichnungen für Musikverkäufe
| Silberne Schallplatte - Vereinigtes Königreich - 1995: für das Album Collection Goldene Schallplatte - Australien - 1995: für die Single If I Only Knew - 1999: für die Single Burning Down the House - 2001: für das Album 24 Hours - 2006: für das Videoalbum Live At Cardiff Castle - Belgien - 2000: für die Single Sex Bomb - 2000: für das Album Reload - Dänemark - 2025: für die Single Sex Bomb - Finnland - 1971: für das Album Tom Jones Live in Las Vegas - 1995: für das Album The Lead and How to Swing It - Frankreich - 2000: für die Single Sex Bomb - 2000: für das Album Reload - Kanada - 1977: für das Album Say You’ll Stay Until Tomorrow - 1987: für das Album The Golden Hits of Tom Jones - 2000: für das Album Reload - 2002: für das Album This Is Tom Jones - Neuseeland - 1985: für das Album Tom Jones Sings the Favourites - Schweden - 1999: für die Single Burning Down the House - 2000: für die Single Sex Bomb - Spanien - 2024: für die Single It’s Not Unusual | Platin-Schallplatte - Australien - 1995: für das Album The Lead and How to Swing It - Europa - 1999: für das Album Reload - Kanada - 1976: für das Album Tenth Anniversary Album - Neuseeland - 1999: für das Album Reload - 2008: für das Album Greatest Hits - Niederlande - 2000: für das Album Reload - Schweden - 2000: für das Album Reload 2× Platin-Schallplatte - Australien - 2000: für das Album Reload - Italien - 2002: für das Album Reload - Kanada - 1978: für das Album Tom Jones Live in Las Vegas - Spanien - 2000: für das Album Gold - 2000: für das Album Reload |

Anmerkung: Auszeichnungen in Ländern aus den Charttabellen bzw. Chartboxen sind in ebendiesen zu finden.
| Land/RegionAuszeichnungen für Musikverkäufe (Land/Region, Auszeichnungen, Verkäufe, Quellen) | Silber       | Gold       | Platin       | Verkäufe    | Quellen                                                     |
| -------------------------------------------------------------------------------------------- | ------------ | ---------- | ------------ | ----------- | ----------------------------------------------------------- |
| Australien (ARIA)                                                                            | —            | 4× Gold4   | 3× Platin3   | 322.500     | aria.com.au                                                 |
| Belgien (BRMA)                                                                               | —            | 2× Gold2   | —            | 50.000      | ultratop.be                                                 |
| Dänemark (IFPI)                                                                              | —            | Gold1      | —            | 45.000      | ifpi.dk                                                     |
| Deutschland (BVMI)                                                                           | —            | 3× Gold3   | Platin1      | 1.750.000   | musikindustrie.de Einzelnachweise                           |
| Europa (IFPI)                                                                                | —            | —          | Platin1      | (1.000.000) | ifpi.org (Memento vom 15. Oktober 2013 im Internet Archive) |
| Finnland (IFPI)                                                                              | —            | 2× Gold2   | —            | 40.500      | ifpi.fi                                                     |
| Frankreich (SNEP)                                                                            | —            | 2× Gold2   | —            | 350.000     | infodisc.fr snepmusique.com                                 |
| Italien (FIMI)                                                                               | —            | —          | 2× Platin2   | 200.000     | Einzelnachweise                                             |
| Kanada (MC)                                                                                  | —            | 4× Gold4   | 3× Platin3   | 500.000     | musiccanada.com                                             |
| Neuseeland (RMNZ)                                                                            | —            | Gold1      | 2× Platin2   | 40.000      | aotearoamusiccharts.co.nz                                   |
| Niederlande (NVPI)                                                                           | —            | —          | Platin1      | 80.000      | nvpi.nl                                                     |
| Österreich (IFPI)                                                                            | —            | Gold1      | Platin1      | 75.000      | ifpi.at                                                     |
| Schweden (IFPI)                                                                              | —            | 2× Gold2   | Platin1      | 110.000     | sverigetopplistan.se                                        |
| Schweiz (IFPI)                                                                               | —            | Gold1      | Platin1      | 75.000      | hitparade.ch                                                |
| Spanien (Promusicae)                                                                         | —            | Gold1      | 4× Platin4   | 430.000     | elportaldemusica.es                                         |
| Vereinigte Staaten (RIAA)                                                                    | —            | 13× Gold13 | —            | 8.000.000   | riaa.com                                                    |
| Vereinigtes Königreich (BPI)                                                                 | 11× Silber11 | 11× Gold11 | 6× Platin6   | 5.170.000   | bpi.co.uk                                                   |
| Insgesamt                                                                                    | 11× Silber11 | 48× Gold48 | 26× Platin26 |             |                                                             |